# Anna Sacconi
Anna Sacconi (* 28. Juli 1938) ist eine italienische Altphilologin und Mykenologin.

## Leben
Sacconi studierte Klassische Philologie an der Universität La Sapienza in Rom und erhielt dort die Laurea. Danach war sie ebendort Assistentin am Lehrstuhl für Griechisch und seit 1975 ordentliche Professorin für die ägäischen Kulturen. Von 1988 bis 2010 war sie in der Abteilung für Griechisch zuständig für die mykenische Philologie. Sie war darüber hinaus von 1974 bis 1987 Direktorin des Istituto per gli Studi Micenei ed Egeo-Anatolici des Consiglio Nazionale delle Ricerche. Zu ihren Aufgaben gehörte die Herausgabe der Publikationsreihe Incunabula Graeca und der Zeitschrift Studi Micenei ed Egeo-Anatolici. Derzeit gibt sie mit Louis Godart die Zeitschrift Pasiphae und die Schriftenreihe Biblioteca di Pasiphae heraus. Seit 1981 ist sie Vertreterin Italiens im Comité International Permanent des Études Mycéniennes (CIPEM). Seit 2003 ist sie Mitglied der Società Italiana di Glottologia. Sie hat auch an den Studies in Mycenaean Inscriptions and Dialect (Austin, Texas, USA) mitgewirkt.

## Forschungsschwerpunkte
Sacconis mykenologische Tätigkeiten teilen sich in drei Bereiche auf: 1) Edition von Texten in Linear B; 2) philologisches und epigraphisches Studium der mykenischen Texte und Studium der Beziehungen der mykenischen Welt mit der hellenischen Welt des 1. Jahrtausends v. Chr.; 3) Studium des archäologischen Kontexts der mykenischen Texte und Teilnahme an und Leitung von Grabungsarbeiten in Kreta. Im ersten Bereich ist als Autorin und Co-Autorin an der Erstellung von Corpora der Linear B-Texte aus Pylos, Knossos, Mykene und Theben beteiligt. Ein weiteres Thema sind die Beziehungen zwischen der mykenischen und der homerischen Welt und die Geschichte der mykenischen Welt insgesamt, darunter auch die Beziehungen zum nahen Alten Orient.

## Schriften (Auswahl)
- Corpus delle iscrizioni vascolari in lineare B. Ed. del Ateneo, Rom 1974, (online).
- mit Louis Godart: Les tablettes en linéaire B de Thèbes. Rom 1978 (Incunabula Graeca, LXXI).
- mit John Chadwick, Louis Godart, John T. Killen, Jean-Pierre Olivier, Jannis Athanasiu Sakellarakis (Hrsg.): Corpus of Mycenaean Inscriptions from Knossos. 4 Bde., Cambridge University Press, Cambridge 1987–1999, Auszüge Bd. 1 online, Auszüge Bd. 2 online, Bibliographischer Nachweis Bd. 3, Auszüge Bd. 4 online.
- (Hrsg.): Michael Ventris, Work notes on Minoan language research and other unedited papers. 1988.
- mit Ernesto de Miro, Louis Godart (Hrsg.): Atti e memorie del secondo Congresso internazionale di micenologia Roma-Napoli, 14-20 ottobre 1991. Gruppo editoriale internazionale, Rom 1996.
- mit Vassilis L. Aravantinos, Louis Godart: Thèbes. Fouilles de la Cadmèe. I: Les tablettes en linéaire B de la Odos Pelopidou. Édition et commentaire. Istituti editoriali e poligrafici internazionali, Rom 2001 (Biblioteca di "Pasiphae", Bd. 1).
- mit Vassilis L. Aravantinos, Eleni Andrikou, Louis Godart, Joanita Vroom: Thèbes. Fouilles de la Cadmèe. II.2: Les tablettes en linéaire B de la Odos Pelopidou. Le contexte archéologique, La céramique de la Odos Pelopidou et la chronologie du linéaire B. Istituti editoriali e poligrafici internazionali, Rom 2006 (Biblioteca di "Pasiphae", Bd. 2.2).
- mit Vassilis L. Aravantinos, Louis Godart: Thèbes. Fouilles de la Cadmèe. III: Corpus des documents d’archives en linéaire B de Thèbes (1–433). Istituti editoriali e poligrafici internazionali, Rom 2002 (Biblioteca di "Pasiphae", Bd. 3).